# Astronautul (film din 2024)
Astronautul (în engleză Spaceman) este un film american științifico-fantastic dramatic regizat de Johan Renck⁠(d) și scris de Colby Day. Filmul se bazează pe romanul Spaceman of Bohemia⁠(d) din 2017 de Jaroslav Kalfař⁠(d). Cu Adam Sandler, Carey Mulligan, Kunal Nayyar, Isabella Rossellini și Paul Dano în rolurile principale, filmul urmărește un astronaut trimis într-o misiune la marginea sistemului solar, care întâlnește o creatură care îl ajută să-și rezolve problemele pământești.
Spaceman a avut premiera la cea de-a 74-a ediție⁠(d) a Festivalului Internațional de Film de la Berlin pe 21 februarie 2024 și a primit o lansare limitată în cinematografe pe 23 februarie 2024, înainte de debutul său în streaming pe Netflix pe 1 martie 2024.

## Rezumat
Cosmonautul ceh Jakub Procházka se află de șase luni într-o misiune spațială de investigare a unui misterios nor de praf și particule, numit Chopra, aflat dincolo de Jupiter. Misiunea cehă a sosit cu puțin timp înainte de o misiune concurentă, misiunea sud-coreeană⁠(d). Jakub se luptă cu singurătatea și îi este dor de soția sa, Lenka, care a încetat recent să mai vorbească cu el după ce acesta a lăsat-o în urmă pe ea și pe fiica lor nenăscută pentru a pleca în misiune.
Lenka îi trimite un mesaj în care îi spune că vrea să îl părăsească, dar comisarul Tuma, comandantul lui Jakub, îl împiedică să ajungă la el, pentru a preveni agravarea stării psihice a lui Jakub. Câteva zile mai târziu, tot fără vești de la Lenka, Jakub găsește în interiorul unui compartiment al navei o creatură asemănătoare unui păianjen, cu abilități telepatice. Creatura, pe care Jakub o numește Hanuš, dorește să îi înțeleagă mai bine pe oameni și să îl ajute pe Jakub cu singurătatea sa.
Explorându-i amintirile, Hanuš află mai multe despre Jakub: tatăl său a fost informator al partidului de stat și a fost ucis când Jakub era tânăr. Acesta a cunoscut-o pe Lenka, dar a neglijat-o adesea, fiind mai concentrat pe cariera sa de cosmonaut, mergând până la a o părăsi când a suferit un avort spontan. După ce îi arată lui Jakub o amintire implantată a avortului spontan, la care Jakub nu a fost prezent, Hanuš, dezamăgit de umanitate, părăsește nava, lăsându-l pe Jakub îndurerat.
Jakub aranjează cu Peter, un tehnician și bun prieten al său, să îi transmită un mesaj lui Lenka, cerându-i iertare pentru neglijența sa. Hanuš se întoarce după aceasta, dezvăluind că este pe moarte din cauza unei infecții parazitare care a distrus întreaga sa specie.
Cei doi ajung în cele din urmă la norul Chopra, care se dezvăluie a fi o rămășiță a începutului universului și unde fiecare moment al timpului există simultan. Hanuš pleacă să moară în spațiu, dar Jakub merge după el. În interiorul norului, Jakub ajunge la concluzia că își dorește să fie doar cu soția sa. Ea îi apare într-o scenă din pădure sub forma unei rusalka. Hanuš decedează din cauza infecției.
Jakub este salvat de nava spațială sud-coreeană. Jakub și Lenka vorbesc din nou, ajungând la un acord cu relația lor.

## Distribuție
- Adam Sandler în rolul lui Jakub Procházka
- Carey Mulligan: Lenka, soția însărcinată a lui Jakub
- Paul Dano ca vocea lui Hanuš, un păianjen extraterestru
- Kunal Nayyar în rolul lui Peter, un tehnician
- Isabella Rossellini în rolul comisarului Tuma, comandantul lui Jakub
- Lena Olin ca Zdena, mama lui Lenka

## Producție
În octombrie 2020, Netflix a anunțat că romanul Spaceman of Bohemia⁠(d) va fi adaptat de scenaristul Colby Day într-un lungmetraj cu același nume regizat de Johan Renck⁠(d) și cu Adam Sandler în rolul principal. În aprilie 2021, Carey Mulligan a fost adăugată la distribuție, iar filmul a fost redenumit Spaceman (Astronautul). Pe 19 aprilie 2021, a fost anunțat că Paul Dano și Kunal Nayyar s-au alăturat distribuției.
Filmările principale au început pe 19 aprilie 2021, în New York City, și wrap⁠(d)ped pe 1 iulie 2021, în Republica Cehă. În Republica Cehă, filmările au avut loc în Praga și în zonele înconjurătoare din Regiunea Boemia Centrală.
Max Richter a compus coloana sonoră. La 22 februarie 2024, piesa „Don't Go Away”, o colaborare între Richter și trupa americană Sparks, care apare în film, a fost lansată pe serviciile de streaming.

## Lansare
Astronautul a avut premiera mondială la al 74-lea Festival de Film de la Berlin⁠(d) în secțiunea Berlinale Special pe 20 februarie 2024.
Filmul a fost lansat pe 1 martie 2024, data de lansare planificată inițial în 2023 a fost amânată din cauza impactului grevei SAG-AFTRA din 2023.

## Recepție
Într-o recenzie pozitivă pentru RogerEbert.com⁠(d), Robert Daniels a lăudat performanța lui Sandler, scriind: „Îmi place Sandler în acest registru. Nu mai este o surpriză când reușește o performanță dramatică bine definită și memorabilă.” Într-o recenzie mixtă pentru IGN, Siddhant Adlakha a scris: „Arta sa vizuală —care face eforturi mari pentru a stabili starea de spirit și echilibrul emoțional neliniștitor este rapid doborâtă de dependența sa de literal, anulând orice abstracție pe care premisa sa SF ar putea ajunge să o reprezinte pe scurt.”